# Use Your Fingers
Use Your Fingers udkom d. 18. July 1995 og er Bloodhound Gangs første album.

Titlen stammer fra en joke omkring sex, som en ven af gruppen har benyttet ofte.

## Numre
1. [1:23] – "Rip Taylor Is God"
2. [2:39] – "We Are The Knuckleheads"
3. [3:05] – "Legend In My Spare Time"
4. [0:22] – "B.H.G.P.S.A."
5. [2:59] – "Mama Say"
6. [4:23] – "Kids In America" (cover af Kim Wilde's 1981 hit)
7. [3:56] – "You're Pretty When I'm Drunk"
8. [0:19] – "The Evils Of Placenta Hustling"
9. [3:05] – "One Way"
10. [0:58] – "Shitty Record Offer"
11. [2:26] – "Go Down"
12. [0:09] – "Earlameyer The Butt Pirate"
13. [2:50] – "No Rest For The Wicked"
14. [2:28] – "She Ain't Got No Legs"
15. [0:04] – "We Like Meat"
16. [2:36] – "Coo Coo Ca Choo"
17. [3:02] – "Rang Dang"
18. [0:56] – "Nightmare At The Apollo"
19. [2:20] – "K.I.D.S. Incorporated"
20. [0:47] – Untitled Hidden Track